# Vrinners
Vrinners er en landsby på Djursland med 410 indbyggere  (2024), beliggende på halvøen Mols, 9 kilometer syd for Rønde og 3 kilometer nord for Knebel.
Byen ligger i Region Midtjylland og hører under Syddjurs Kommune. Vrinners er beliggende i Rolsø Sogn.
I Vrinners ligger Vrinners Kirke. Ca. 2,5 kilometer uden for Vrinners ligger Rolsø Kapel.
Skovgårde var oprindeligt  en selvstændig bebyggelse, men er nu en del af landsbyen og kendes nu som  Skovgårdevej der går mod øst fra Vrinners. 
Gårdene Skovgård og Vester Skovgård ses på kortet over Vrinners, Andrup og Skovgårde fra 1875.